# 서배스천 코
서배스천 코 남작(Sebastian Newbold Coe, Baron Coe, CH, KBE, 1956년 9월 29일~)은 영국의 전직 중거리 육상 선수이자 현 정치인으로 현재 세계 육상 연맹의 회장직을 맡고 있다.
런던의 해머스미스에서 태어나 1980년 모스크바 올림픽에서 1500m 금메달과 800m 은메달을 획득하고, 4년 후 로스앤젤레스 올림픽에서도 같은 성과를 거두었다. 특히 코는 모스크바 올림픽 800m에서는 동료 선수 스티브 오벳(Steve Ovett)에게 금메달을 내주었지만, 1500m에서는 오벳을 제치고 우승을 하였다.
1976년부터 1983년까지 1500m 종목에서 무패 행진을 이어갔음은 물론, 1981년에는 800m, 1000m 등 종목의 세계 기록을 경신하였다. 1979년 BBC 올해의 스포츠인상 수상자로 선정되었다. 1986년부터 1989년까지 스포츠 의회의 부의장을 지냈고, 1990년 코먼웰스 게임에 이어 육상에서 은퇴하여 정계에 들어갔다.
1992년부터 1997년까지 하원의원(보수당, Falmouth and Camborne 지역구)을 지낸 후, 윌리엄 헤이그 보수당 대표의 비서가 되었다. 2000년에는 상원에 진입하면서 종신남작(life peer)에 임명되었다. 2005년에는 2012년 런던 하계 올림픽 조직위윈회 위원장이 되었다.
IOC 위원장인 토마스 바흐가 2025년을 끝으로 사임하기로 결정하면서 차기 IOC 위원장 후보로 거론되고 있다.

## 서훈
- 1982년 대영 제국 훈장 5등급(MBE)[2]
- 1990년 대영 제국 훈장 4등급(OBE)[3]
- 2006년 대영 제국 훈장 2등급(KBE, 작위급 훈장)[4]
- 2013년 컴패니언 오브 아너(Order of the Companions of Honour, CH)[5]

## 역대 선거 결과
| 선거명      | 직책명                          | 대수 | 정당   | 득표율 | 득표수   | 결과 | 당락                      |
| ----------- | ------------------------------- | ---- | ------ | ------ | -------- | ---- | ------------------------- |
| 1992년 선거 | 하원의원 (팰머스 캄본 선거구)   | 51대 | 보수당 | 36.88% | 21,150표 | 1위  | 팰머스 캄본 하원의원 당선 |
| 1997년 선거 | 하원의원 (클와이드 남부 선거구) | 52대 | 보수당 | 28.83% | 15,463표 | 2위  | 낙선                      |